# 베로니카 카트라이트
베로니카 카트라이트(Veronica Cartwright, 1949년 4월 20일 ~ )는 미국의 배우이다.

## 출연 작품
- 에이리언